# Nascar Winston Cup Series 1991
Nascar Winston Cup Series 1991 var den 43:e upplagan av den främsta divisionen av professionell stockcarracing i USA sanktionerad av National Association for Stock Car Auto Racing. 
Säsongen bestod av 29 race och inleddes på Daytona International Speedway med uppvisningsloppen Busch Clash 10 februari och Twin 125 Qualifiers 14 februari, vilket även var slutkval till den 33:e upplagan av Daytona 500. Säsongen avslutades 17 november på Atlanta International Raceway med Hardee's 500. Serien vanns av Dale Earnhardt i en Chevrolet körande för Richard Childress Racing. Det var hans andra raka och femte mästerskapstitel totalt. Earnhardt hade tidigare vunnit cup-serien 1980, 1986, 1987 och 1990. Chevrolet vann märkesmästerskapet för nionde året i rad.

## Tävlingskalender
| Nr | Officiellt namn          | Bana                                                        | Datum        |
| -- | ------------------------ | ----------------------------------------------------------- | ------------ |
| U  | Busch Clash              | Daytona International Speedway, Daytona Beach, Florida      | 10 februari  |
| KV | Twin 125 Qualifiers      | Daytona International Speedway, Daytona Beach, Florida      | 14 februari  |
| 1  | Daytona 500              | Daytona International Speedway, Daytona Beach, Florida      | 17 februari  |
| 2  | Pontiac Excitement 400   | Richmond International Raceway, Richmond, Virginia          | 24 februari  |
| 3  | Goodwrench 500           | North Carolina Motor Speedway, Rockingham, North Carolina   | 3 mars       |
| 4  | Motorcraft 500           | Atlanta International Raceway, Hampton, Georgia             | 18-19 mars   |
| 5  | Transouth 500            | Darlington Raceway, Darlington, South Carolina              | 7 april      |
| 6  | Valleydale Meats 500     | Bristol International Raceway, Bristol, Tennessee           | 14 april     |
| 7  | First Union 400          | North Wilkesboro Speedway, North Wilkesboro, North Carolina | 21 april     |
| 8  | Hanes 500                | Martinsville Speedway, Ridgeway, Virginia                   | 28 april     |
| 9  | Winston 500              | Talladega Superspeedway, Talladega, Alabama                 | 6 maj        |
|    | Winston Open             | Charlotte Motor Speedway, Concord, North Carolina           | 19 maj       |
|    | The Winston              | Charlotte Motor Speedway, Concord, North Carolina           | 19 maj       |
| 10 | Coca-Cola 600            | Charlotte Motor Speedway, Concord, North Carolina           | 26 maj       |
| 11 | Budweiser 500            | Dover Downs International Speedway, Dover, Delaware         | 3 juni       |
| 12 | Banquet Frozen Foods 300 | Sears Point Raceway, Sonoma, Kalifornien                    | 9 juni       |
| 13 | Champion Spark Plug 500  | Pocono International Raceway, Long Pond, Pennsylvania       | 16 juni      |
| 14 | Miller Genuine Draft 400 | Michigan International Speedway, Brooklyn, Michigan         | 23 juni      |
| 15 | Pepsi 400                | Daytona International Speedway, Daytona Beach, Florida      | 6 juli       |
| 16 | Miller Genuine Draft 500 | Pocono International Raceway, Long Pond, Pennsylvania       | 21 juli      |
| 17 | Diehard 500              | Talladega Superspeedway, Talladega, Alabama                 | 28 juli      |
| 18 | Budweiser at The Glen    | Watkins Glen International, Watkins Glen, New York          | 11 augusti   |
| 19 | Champion Spark Plug 400  | Michigan International Speedway, Brooklyn, Michigan         | 18 augusti   |
| 20 | Bud 500                  | Bristol International Raceway, Bristol, Tennessee           | 24 augusti   |
| 21 | Heinz Southern 500       | Darlington Raceway, Darlington, South Carolina              | 1 september  |
| 22 | Miller Genuine Draft 400 | Richmond International Raceway, Richmond, Virginia          | 7 september  |
| 23 | Peak Antifreeze 500      | Dover Downs International Speedway, Dover, Delaware         | 15 september |
| 24 | Goody's 500              | Martinsville Speedway, Ridgeway, Virginia                   | 22 september |
| 25 | Tyson Holly Farms 400    | North Wilkesboro Speedway, North Wilkesboro, North Carolina | 39 september |
| 26 | Mello Yello 500          | Charlotte Motor Speedway, Concord, North Carolina           | 6 oktober    |
| 27 | AC Delco 500             | North Carolina Motor Speedway, Rockingham, North Carolina   | 20 oktober   |
| 28 | Pyroil 500K              | Phoenix International Raceway, Phoenix, Arizona             | 3 november   |
| 29 | Hardee's 500             | Atlanta International Raceway, Hampton, Georgia             | 17 november  |

## Resultat
| Nr | Tävling                           | Pole position   | Flest ledda varv | Vinnare         | Team/ bilägare              | Konstruktör | Rapport |
| -- | --------------------------------- | --------------- | ---------------- | --------------- | --------------------------- | ----------- | ------- |
| U  | Busch Light Clash at The Coliseum | Derrike Cope    | Dale Earnhardt   | Dale Earnhardt  | Richard Childress Racing    | Chevrolet   |         |
| KV | Gatorade Twin 125 Qualifier 1     | Davey Allison   | Davey Allison    | Davey Allison   | Yates Racing                | Ford        | Rapport |
| KV | Gatorade Twin 125 Qualifier 2     | Ernie Irvan     | Dale Earnhardt   | Dale Earnhardt  | Richard Childress Racing    | Chevrolet   | Rapport |
| 1  | Daytona 500                       | Davey Allison   | Kyle Petty       | Ernie Irvan     | Morgan-McClure Motorsports  | Chevrolet   | Rapport |
| 2  | Pontiac Excitement 400            | Davey Allison   | Ricky Rudd       | Dale Earnhardt  | Richard Childress Racing    | Chevrolet   | Rapport |
| 3  | Goodwrench 500                    | Kyle Petty      | Kyle Petty       | Kyle Petty      | Sabco Racing                | Pontiac     | Rapport |
| 4  | Motorcraft 500                    | Alan Kulwicki   | Bill Elliott     | Ken Schrader    | Hendrick Motorsports        | Chevrolet   | Rapport |
| 5  | Transouth 500                     | Geoff Bodine    | Michael Waltrip  | Ricky Rudd      | Hendrick Motorsports        | Chevrolet   | Rapport |
| 6  | Valleydale Meats 500              | Rusty Wallace   | Ricky Rudd       | Rusty Wallace   | Penske Racing South         | Pontiac     | Rapport |
| 7  | First Union 400                   | Brett Bodine    | Brett Bodine     | Darrell Waltrip | DarWal Inc.                 | Chevrolet   | Rapport |
| 8  | Hanes 500                         | Mark Martin     | Dale Earnhardt   | Dale Earnhardt  | Richard Childress Racing    | Chevrolet   | Rapport |
| 9  | Winston 500                       | Ernie Irvan     | Dale Earnhardt   | Harry Gant      | Leo Jackson Motorsports     | Oldsmobile  | Rapport |
| U  | Winston Open                      | Michael Waltrip | Michael Waltrip  | Michael Waltrip | Bahari' Racing              | Pontiac     |         |
| U  | The Winston                       | Davey Allison   | Davey Allison    | Davey Allison   | Yates Racing                | Ford        |         |
| 10 | Coca-Cola 600                     | Mark Martin     | Davey Allison    | Davey Allison   | Yates Racing                | Ford        | Rapport |
| 11 | Budweiser 500                     | Michael Waltrip | Dale Earnhardt   | Ken Schrader    | Hendrick Motorsports        | Chevrolet   | Rapport |
| 12 | Banquet Frozen Foods 300          | Ricky Rudd      | Rusty Wallace    | Davey Allison   | Yates Racing                | Ford        | Rapport |
| 13 | Champion Spark Plug 500           | Mark Martin     | Darrell Waltrip  | Darrell Waltrip | DarWal Inc.                 | Chevrolet   | Rapport |
| 14 | Miller Genuine Draft 400          | Michael Waltrip | Davey Allison    | Davey Allison   | Yates Racing                | Ford        | Rapport |
| 15 | Pepsi 400                         | Sterling Marlin | Ernie Irvan      | Bill Elliott    | Melling Racing              | Ford        | Rapport |
| 16 | Miller Genuine Draft 500          | Alan Kulwicki   | Ernie Irvan      | Rusty Wallace   | Penske Racing South         | Pontiac     | Rapport |
| 17 | Diehard 500                       | Sterling Marlin | Dale Earnhardt   | Dale Earnhardt  | Richard Childress Racing    | Chevrolet   | Rapport |
| 18 | Budweiser at The Glen             | Terry Labonte   | Ernie Irvan      | Ernie Irvan     | Morgan-McClure Motorsports  | Chevrolet   | Rapport |
| 19 | Champion Spark Plug 400           | Alan Kulwicki   | Davey Allison    | Dale Jarrett    | Wood Brothers Racing        | Ford        | Rapport |
| 20 | Bud 500                           | Bill Elliott    | Alan Kulwicki    | Alan Kulwicki   | Alan Kulwicki Racing        | Ford        | Rapport |
| 21 | Heinz Southern 500                | Davey Allison   | Harry Gant       | Harry Gant      | Leo Jackson Motorsports     | Oldsmobile  | Rapport |
| 22 | Miller Genuine Draft 400          | Rusty Wallace   | Davey Allison    | Harry Gant      | Leo Jackson Motorsports     | Oldsmobile  | Rapport |
| 23 | Peak Antifreeze 500               | Alan Kulwicki   | Harry Gant       | Harry Gant      | Leo Jackson Motorsports     | Oldsmobile  | Rapport |
| 24 | Goody's 500                       | Mark Martin     | Harry Gant       | Harry Gant      | Leo Jackson Motorsports     | Oldsmobile  | Rapport |
| 25 | Tyson Holly Farms 400             | Harry Gant      | Harry Gant       | Dale Earnhardt  | Richard Childress Racing    | Chevrolet   | Rapport |
| 26 | Mello Yello 500                   | Mark Martin     | Mark Martin      | Geoff Bodine    | Junior Johnson & Associates | Ford        | Rapport |
| 27 | AC Delco 500                      | Kyle Petty      | Harry Gant       | Davey Allison   | Robert Yates Racing         | Ford        | Rapport |
| 28 | Pyroil 500K                       | Geoff Bodine    | Davey Allison    | Davey Allison   | Yates Racing                | Ford        | Rapport |
| 29 | Hardee's 500                      | Bill Elliott    | Mark Martin      | Mark Martin     | Roush Racing                | Ford        | Rapport |

## Slutställning
| Plats | Förare          | Poäng |
| ----- | --------------- | ----- |
| 1     | Dale Earnhardt  | 4287  |
| 2     | Ricky Rudd      | 4098  |
| 3     | Davey Allison   | 4088  |
| 4     | Harry Gant      | 3985  |
| 5     | Ernie Irvan     | 3925  |
| 6     | Mark Martin     | 3914  |
| 7     | Sterling Marlin | 3839  |
| 8     | Darrell Waltrip | 3711  |
| 9     | Ken Schrader    | 3690  |
| 10    | Rusty Wallace   | 3582  |